# Benjamin E. Russell
Benjamin Edward Russell, född 5 oktober 1845 i Monticello i Florida, död 4 december 1909 i Bainbridge i Georgia, var en amerikansk demokratisk politiker. Han var ledamot av USA:s representanthus 1893–1897.
Russell deltog i amerikanska inbördeskriget i Amerikas konfedererade staters armé. Efter kriget var han verksam som publicist och tjänstgjorde som borgmästare i Bainbridge i Georgia 1881–1882. År 1893 tillträdde han som kongressledamot och efterträddes 1897 av James M. Griggs.
Russell avled 1909 och gravsattes på Oak City Cemetery i Bainbridge.